# (3850) Peltier
(3850) Peltier (1986 TK2) – planetoida z pasa głównego asteroid okrążająca Słońce w ciągu 3 lat i 125 dni w średniej odległości 2,23 j.a. Została odkryta 7 października 1986 roku w Lowell Observatory (Anderson Mesa Station) przez Edwarda Bowella. Nazwa planetoidy pochodzi od Leslie Peltiera, amerykańskiego astronoma amatora.